# Sambucuccio d'Alando
Sambucuccio di Alando (Alando, ... – dopo il 1373) è stato un generale e politico italiano della Corsica genovese, noto nell'isola come Sambucucciu d'Alandu.

## Biografia
Nato forse ad Alando, nella pieve di Bozio, si unì alla rivolta anti-feudale scoppiata in Corsica nel 1357. Nella seconda metà dello stesso anno fu nominato capo militare della ribellione da un'assemblea di capi popolari. L'insurrezione ebbe alla fine successo ed i castelli dei nobili vennero rasi al suolo. Preso atto della vittoria di Sambucuccio d'Alando, il doge genovese Simone Boccanegra, che aveva spalleggiato la rivolta, inviò in Corsica una delegazione diplomatica con l'obbiettivo di ottenere la dedizione dell'isola da parte degli insorti. Dopo una serie di trattative, nell'ottobre 1358 una delegazione còrsa raggiunse Genova dove fece atto di dedizione. Dopo la partenza dalla Corsica del primo governatore genovese Giovanni Boccanegra e la morte del fratello di quest'ultimo, il doge Simone, i nobili còrsi ripresero l'iniziativa. Sambucuccio e Francesco d'Evisa si recarono quindi a Genova a chiedere aiuti militari ed un nuovo governatore. Venne quindi inviato Tridano della Torre e i popolari còrsi, affiancati dai genovesi, riuscirono nuovamente a sconfiggere i nobili distruggendo i loro castelli. Nel 1365 l'isola era ormai riappacificato, tuttavia, il fronte popolare si spaccò a sua volta in due fazioni, Caggionacci e Ristagnacci. Esplosero così una serie di lotte intestine che causarono l'assassinio del governatore Tridano della Torre verso la fine del 1372. Di questa situazione ne approfittarono nuovamente i nobili, che cercarono di riguadagnare le posizioni perdute fiancheggiando le due fazioni in lotta. A questo punto Sambucuccio riprese per la terza volta le armi contro la nobiltà e chiese a Genova che venisse inviato un nuovo governatore. Nel 1373 giunse così Giovanni da Magnera. Dopo quest'ultima notizia di Sambucuccio d'Alando no si ha più alcuna notizia.